# Le Journal du Parlement
Le Journal du Parlement est une revue française dont la première édition remonte à 1648 qui a été réinstitué en 1869 puis sous la IVe République, à l’usage de la société politique, économique et culturelle.

## Historique
Descendant de La Gazette de Théophraste Renaudot, Le Journal du Parlement déjà cité dans la première édition du Dictionnaire de l'Académie française (1694)*, s’est toujours attaché à offrir à son lectorat une réflexion et une documentation de qualité. De la politique à la culture, du syndicalisme à l’économie, de la sociologie à l’histoire des idées, les sujets abordés sont le reflet des préoccupations de l'époque, créant ainsi un lien de débat sur les grands problèmes de l’actualité et les enjeux qui y sont liés.
Il a été dirigé au sortir de la guerre et de nombreuses années durant par Claude-Henry Leconte, Rédacteur en Chef de Radio-France, Président d'honneur des Journalistes Européens et Président du Comité des Intellectuels Européens, qui lui a donné la célèbre couleur bleue sous laquelle il est désigné dans les ministères et les Assemblées (Le Journal bleu).
A sa disparition, l'éditorial qu'il a signé durant des décennies à la Une a, depuis lors, été confié, à chaque numéro, à une personnalité politique, le plus souvent un membre du Gouvernement, un parlementaire national ou européen. Le premier d'entre eux fut le Ministre du Général de Gaulle Roland Nungesser, Vice-président honoraire de l'Assemblée Nationale.
Depuis 1984, la publication  édite par ailleurs Les dossiers du Journal du Parlement, développés en collections depuis 2002, destinées avant tout aux parlementaires et aux grands acteurs socio-économiques régionaux, nationaux ou internationaux, ainsi que des Rapports d'Étape  pour faire le point sur les grandes problématiques en cours.
Il accueille également en ses pages, lors de leur venue en France ou lors de rencontres à l’étranger, Chefs d'Etat et de Gouvernement, Ministres, Ambassadeurs ou Prix Nobel qui s’expriment ainsi régulièrement aux côtés de la classe politique française...
*Mot Journal : 1ère édition Tome 1 page 611